# Wat Benchamabophit

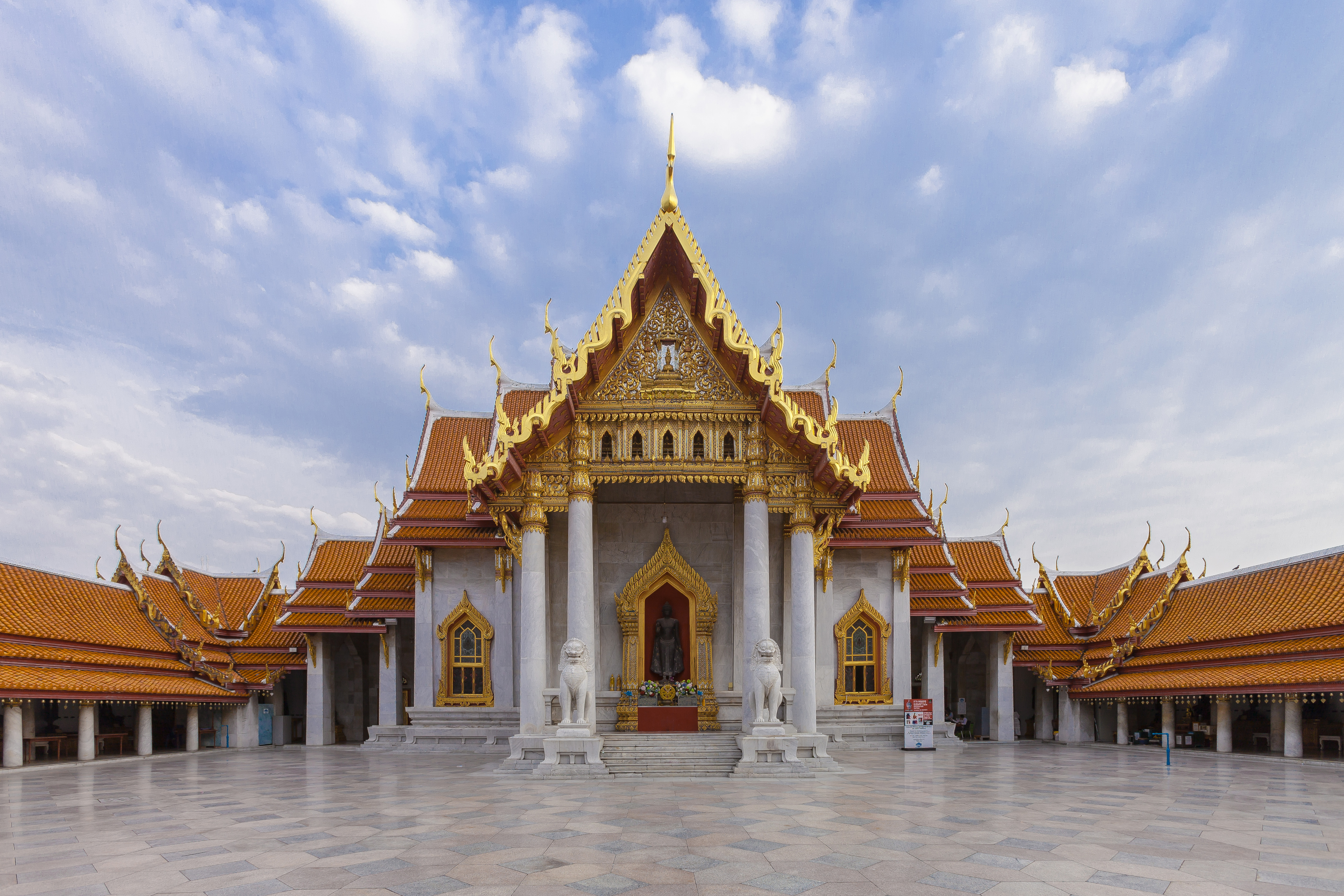
Ubosot des Wat Benchamabophit

Wat Benchamabophit (vollständiger Name: Wat Benchamabophit Dusitwanaram Ratchaworawihan, Thai: วัดเบญจมบพิตร ดุสิตวนาราม ราชวรวิหาร, zu deutsch etwa: „Tempel des fünften Königs“) ist ein buddhistischer Tempel (Wat) im Bezirk Dusit der thailändischen Hauptstadt Bangkok. Er ist auch unter dem Namen „Marmor-Tempel“ bekannt. Er wird außerdem eine Touristenattraktion. Im Jahre 2005 wurde Wat Benchamabophit der UNESCO für die Liste des Weltkultur- und Naturerbes der Menschheit vorgeschlagen.

## Geschichte
Wat Benchamabophit wurde auf dem Gelände eines alten Tempels gebaut. Dieser war recht klein und hieß Wat Laem (Thai: วัดแหลม), was so viel wie „Landzunge“ bedeutet, da er auf einem schmalen Streifen Land zwischen den „Gärten“ und Reisfeldern stand.
Im Jahre 1827, zur Regierungszeit von König Phra Nang Klao (Rama III.) revoltierte der Prinz Anuwong von Vientiane gegen das siamesische Königreich. Mit einem Trick konnte er seine Armee sicher bis nach Khorat bringen; die Bevölkerung versorgte ihn sogar mit Lebensmitteln. Er gab nämlich vor, Siam in einem möglichen Krieg gegen die Europäer unterstützen zu wollen. Denn dies war die Zeit des Ersten Britisch-Birmanischen Krieges; die britische Regierung hatte soeben Captain Henry Burney nach Siam geschickt, um einen Vertrag auszuhandeln. Als Prinz Anuwong Khorat erreichte und die Stadt im Handstreich eingenommen hatte, gab er sich als Rebell zu erkennen. Er habe vor, prahlte er, als Nächstes Bangkok einzunehmen. König Nang Klao setzte eine Armee in Richtung Khorat in Marsch, während in Bangkok Vorbereitungen zur Verteidigung getroffen wurden. Es wurden Spähposten entlang der Reisfelder von Hua Lamphong bis nach Samsen aufgestellt. Die Verteidigungstruppen unter dem Kommando von Prinz Bibith Bhogabhubendra, einem Sohn von König Phra Phuttaloetla (Rama II.), schlugen ihr Hauptquartier in Samsen auf dem Gelände des Wat Laem auf. Innerhalb weniger Tage jedoch konnten Anuwongs Truppen nahe Khorat besiegt und die Rebellion zerschlagen werden. Aus Dankbarkeit gegenüber Wat Laem ließ Prinz Bibith diesen restaurieren, und zusammen mit vier seiner Brüder errichtete er fünf Chedis vor dem Tempel, der zu jener Zeit noch ein kleiner Dorftempel war. Später gab ihm König Mongkut (Rama IV.) den Namen Wat Benchabophit, welches „Tempel der fünf Prinzen“ bedeutete.
Im Jahre 1898 hatte König Chulalongkorn (Rama V.) die Idee, vor der Stadt einen neuen königlichen Palast (Dusit-Palast) mit einem weitläufigen Garten anlegen zu lassen, um dort seine Wochenenden zu verbringen. Er ließ ein Gelände zwischen dem Samsen- und dem Phadung-Krung-Kasem-Kanal aufkaufen, welches damals nur aus Reisfeldern und Obstgärten bestand. Zwei alte Tempel befanden sich auf diesem Gelände: ein verfallener Tempel und ein verwaister Tempel, in dem nur noch ein einziger Mönch wohnte. Die Bauarbeiten begannen am 16. Februar 1899. Als er am 1. März 1900 fertiggestellt war, gab ihm der König den Namen Suan Dusit („Himmlischer Garten“). Der König entschied, als Ersatz für die beiden alten Tempel den am südlichen Rande des Gartengeländes liegenden Wat Benchabophit viel größer neu aufzubauen. Als Architekten bestimmte er seinen Halbbruder Prinz Narit Ranuvattivongse, der sich bereits einen Namen als Künstler gemacht hatte. Zuerst wurden Kutis gebaut, um 33 Mönche und Novizen zu beherbergen – die Anzahl der Kutis ergab sich aus dem Alter des Königs zu diesem Zeitpunkt. Eine temporäre Uposatha-Halle aus Holz wurde ebenfalls errichtet, um dort die nötigsten religiösen Zeremonien abzuhalten. Als Namen für diesen renovierten Tempel wählte er Wat Benchamabophit: „Tempel des fünften Königs“.
Als die Kutis fertiggestellt worden waren, lud der König 33 Mönche und Novizen aus dem Wat Mahathat (nahe dem Königspalast) ein, sich hier niederzulassen. In einer langen Prozession begaben sie sich am 6. Dezember 1900 zum Wat Benchamabophit. Anschließend verlieh der König dem Tempel den Titel Dusitwanaram, so dass der vollständige Name nun lautete Wat Benchamabophit Dusitwanaram.
Die Bauarbeiten zum neuen Ubosot waren noch nicht abgeschlossen, als König Chulalongkorn am 23. Oktober 1910 verstarb. Seine Asche wurde von seinem Sohn König Vajiravudh (Rama VI.) – wie er es sich gewünscht hatte – im Marmor-Sockel des Phra Phutthachinnarat, der Haupt-Buddha-Statue des Tempels, beigesetzt.

## Sehenswürdigkeiten

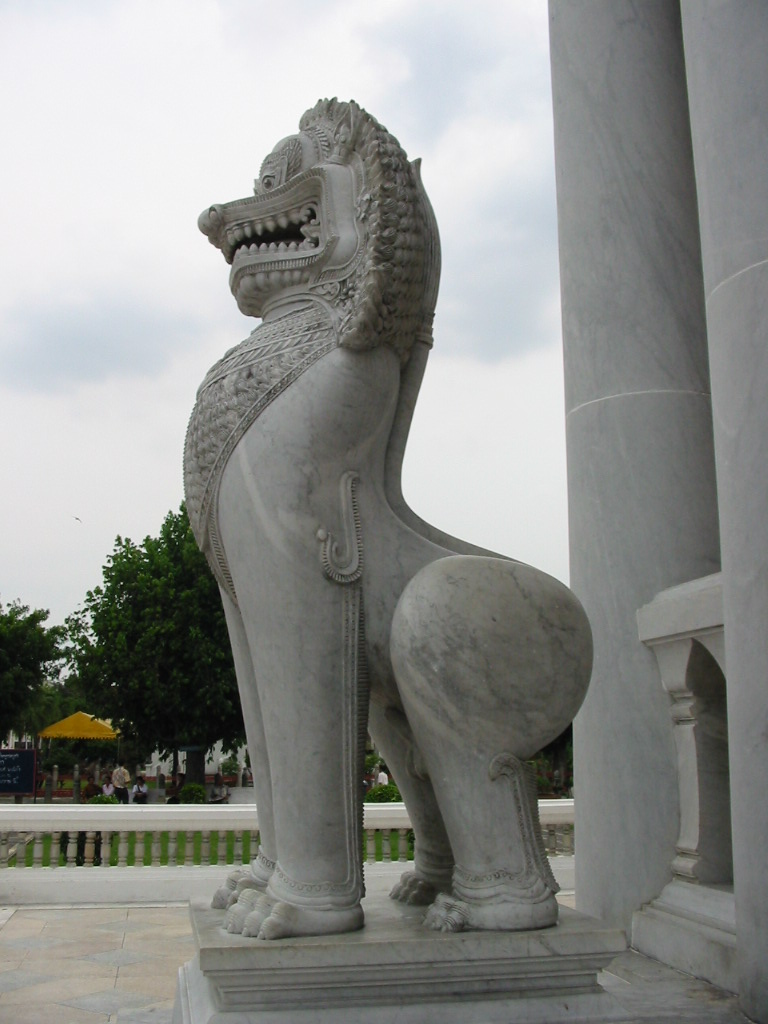
Wächterlöwen vor dem Ubosot des Wat Benchamabophit
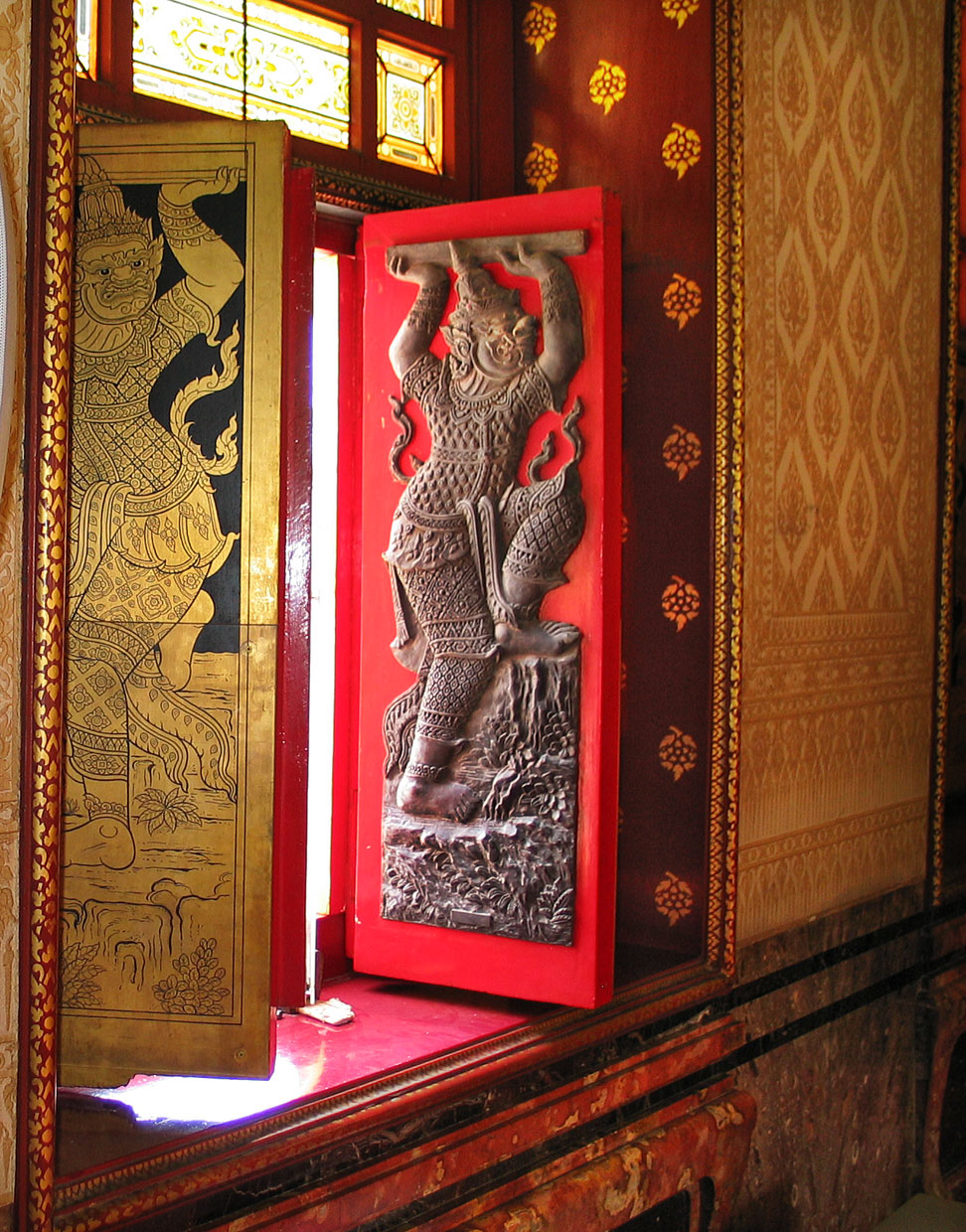
Fenster im Ubosot des Wat Benchamabophit
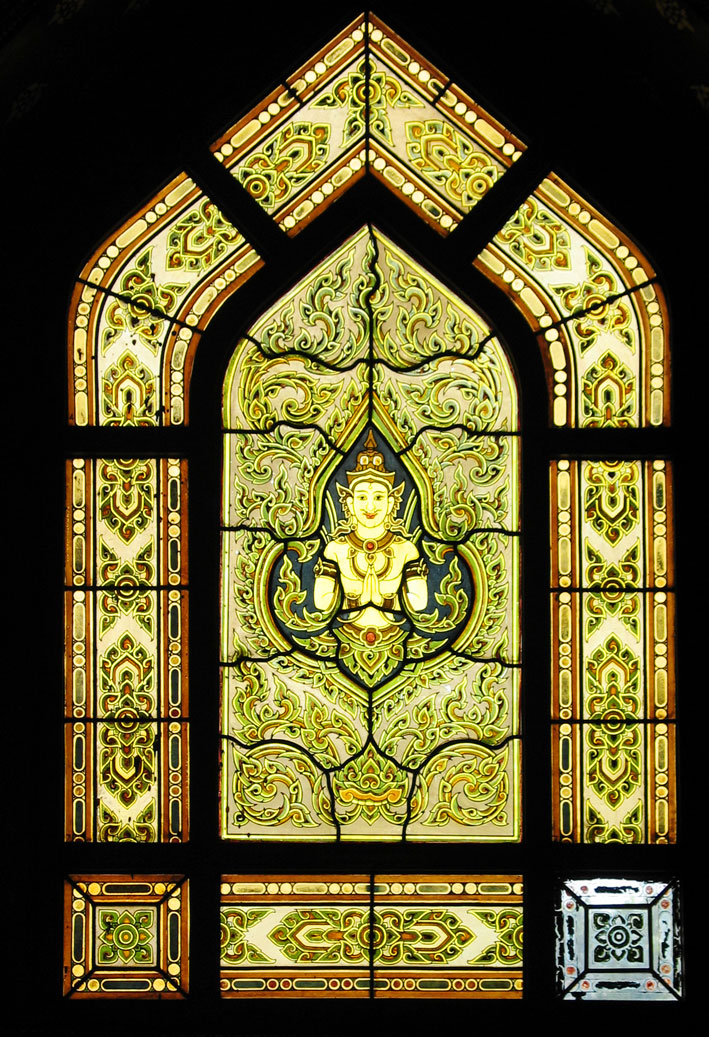
Fenster im Ubosot des Wat Benchamabophit
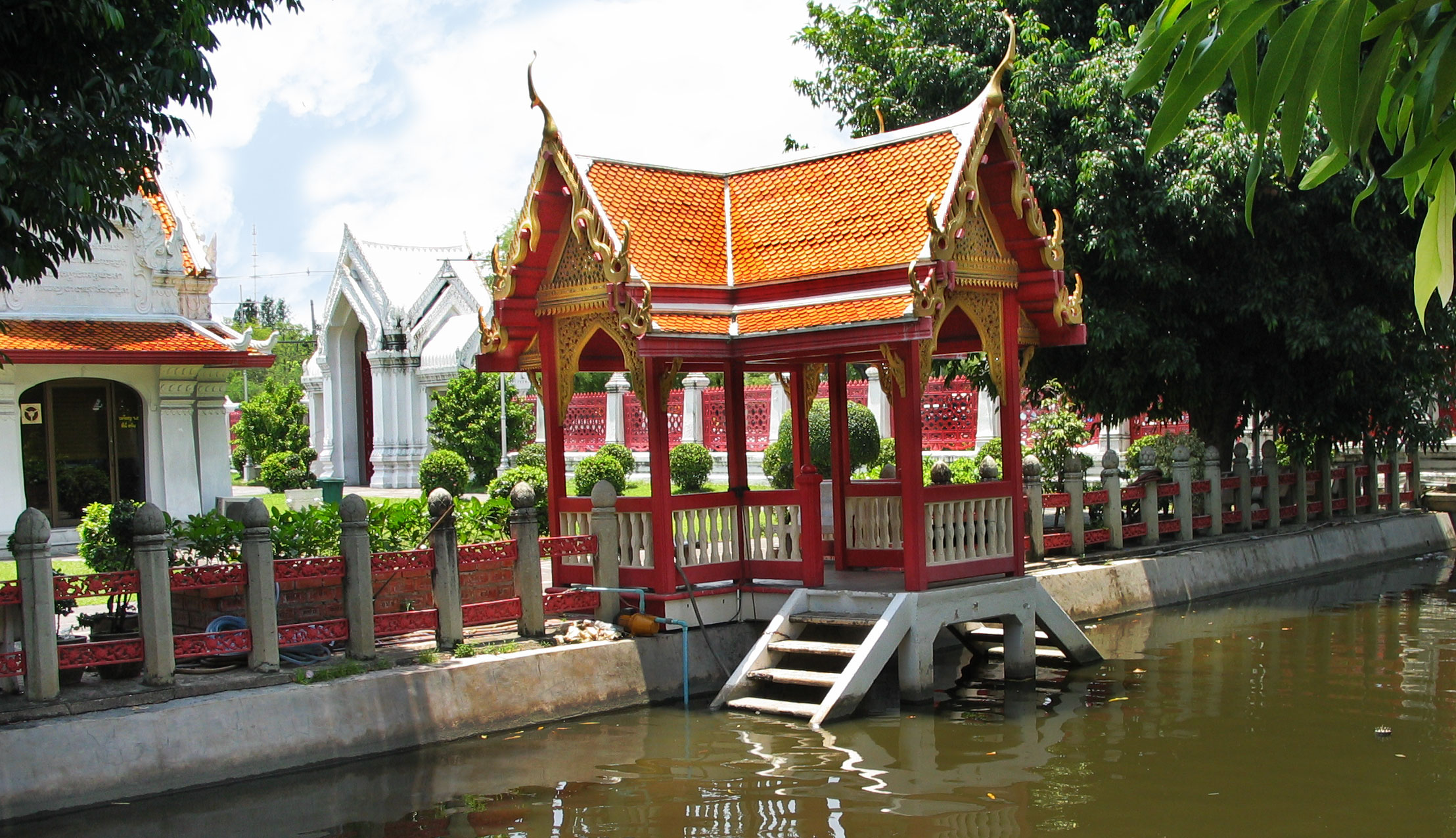
Sala Nam im Wat Benchamabophit

- Die Uposatha-Halle (Ubosot) ist ein Bau mit einem kreuzförmigen Grundriss. Das Dach ist dreistufig gestaffelt und mit Reihen goldgelb glasierter chinesischer Ziegel bedeckt. Der jeweils letzte Ziegel einer Reihe an den Traufen stellt einen himmlischen Engel dar, der mit zusammengelegten Händen dem Betrachter die traditionelle thailändische Ehrerbietung Wai darbringt. Das ganze Gebäude ist außen mit weißem italienischem Carrara-Marmor verkleidet, daher bekam der Tempel den Beinamen „Marmortempel“. Der italienische Architekt Mario Tamagno, zu jener Zeit beim Bauamt der Stadt Bangkok angestellt, unterstützte Prinz Narit bei der Ausführung. Der Giebel der östlichen Vorhalle wird von vier Marmor-Säulen getragen, beim Eingang stehen zwei Löwenstatuen aus Marmor, die von Khun Saphon Pradit nach einem Entwurf von Prinz Narit geschaffen wurden. Die vier Giebelfelder sind mit den Symbolen der Chakri-Könige und des Buddhismus geschmückt. Die Eingangs-Türen sind außen mit Reliefs von Devas aus getriebenem Kupfer verziert, innen auf den Türen sind ähnliche Gottheiten in Gold auf schwarzem Lack – in der so genannten Schwarzgoldlack-Technik – gemalt. Die Fensterläden sind außen mit dämonischen Wächterfiguren ebenfalls aus Kupfer, innen mit den gleichen Figuren in Schwarzgoldlack-Technik verziert. Im Jahr 1954 wurde die obere Hälfte der Fenster durch Glasfenster ersetzt. Diese wurden von Florentinischen Glasmalern im Auftrag von Prinz Chula Chakrabongse mit thailändischen Motiven bemalt.

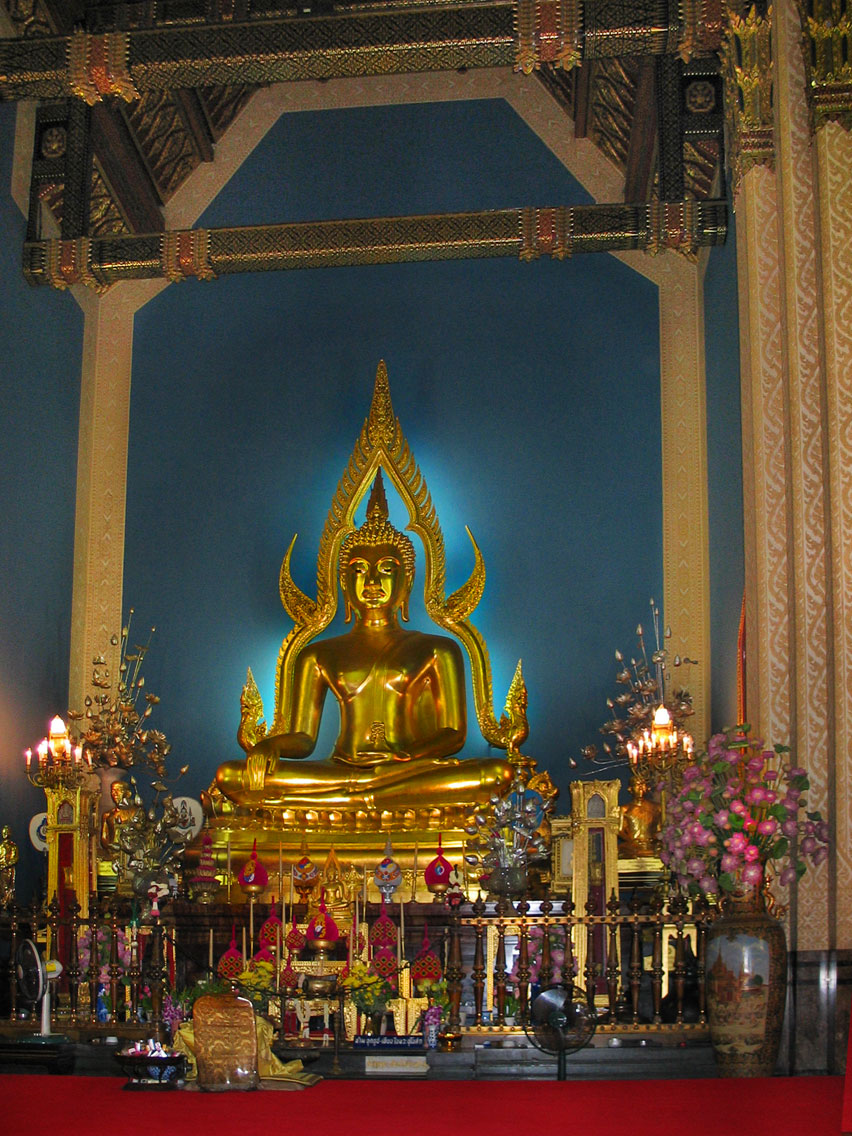
Phra Phutthachinnarat

- Der Phra Phutthachinnarat ist die Haupt-Buddha-Statue im Ubosot. Sie ist eine Kopie der gleichnamigen Statue des Wat Phra Sri Rattana Mahathat in Phitsanulok. Sie ist in Bronze gegossen, als Rohmaterial wurden 2,5 t Bronze verarbeitet. Die Spannweite in Kniehöhe beträgt 1,90 m. Sie sitzt in der so genannten indischen oder heroischen Pose (virasana), das rechte Bein über das linke gelegt. Seine linke Hand liegt mit der Handfläche nach oben in seinem Schoß. Seine rechte Hand liegt auf dem rechten Knie, die Finger zeigen nach unten: Diese Handhaltung symbolisiert die Niederlage des Dämonen Mara, bei der der Buddha die Erde als Zeugin für seinen Weg anrief. Diese Handhaltung wird Bhumisparsa Mudra genannt (wörtlich: Berühren der Erde, Thai: Sadung Mara). In einer Prozession durch die Kanäle Bangkoks wurde die fertige Statue am 12. Dezember 1901 mit einem Boot zum Ubosot gebracht, dessen Vorderseite zu diesem Zweck noch offen gelassen worden war. Die Einweihungszeremonie wurde am 13. Dezember 1901 unter Vorsitz von König Chulalongkorn durchgeführt.
- Der Wandelgang (Phra Rabiang) umgibt einen mit quadratischen Marmorplatten ausgelegten Hof, dessen östliche Seite vom Ubosot gebildet wird. Der ebenfalls mit Marmorplatten ausgelegte Wandelgang mit den Eckpavillons entspricht denen der Uposatha-Halle. Er hat ebenfalls ein dreistufiges Dach, welches mit goldgelben Ziegeln gedeckt ist.

König Chulalongkorn hatte den Entschluss gefasst, in den Galerien des Wandelgangs die besten Buddha-Statuen aus Stein und Bronze aufzustellen, die man überall im Lande auftreiben konnte, um eine vollständige Ikonographie präsentieren zu können. Er betraute mit dieser Aufgabe den Prinzen Damrong Rajanubhab, der in einem Artikel des Siam Society Journal beschreibt, wie er jahrelang fünfzig verschiedene Statuen gesammelt hat. Erschwerend kam hinzu, dass die Plastiken drei Bedingungen genügen sollten:
1. alle Figuren sollten von künstlerischem Wert sein,
2. alle Figuren sollten unterschiedlich sein,
3. alle Figuren sollten die gleiche Größe haben.

So wurde zuerst im ganzen Land, dann auch im Ausland nach antiken Statuen gesucht und sie in den Tempel gebracht. War eine Statue jedoch zu klein oder zu groß, so wurde eine Kopie in der geforderten Größe hergestellt. Für die Herstellung dieser Kopien bewarben sich viele Privatpersonen, die sich durch diese Tat viele Verdienste für ihr nächstes Leben versprachen. Die letzte Plastik konnte im Todesjahr von König Chulalongkorn aufgestellt werden.
Auf diese Weise ist die Sammlung der Buddha-Statuen im Wandelgang des Wat Benchamabophit repräsentativ für die Entwicklung religiöser Kunst in Thailand. Kleine Plaketten an den Sockeln der Statuen geben Erläuterungen zur Echtheit und zum jeweiligen Kunst-Stil. Beispielsweise sind sitzende Buddhas aus der Chiang-Saen-Epoche zu sehen, ein schreitender Buddha, der zum Symbol des Sukhothai-Stil wurde, Kopien japanischer Buddhas, sowie zwei Buddhas aus Bagan und Rangun.
- Der Bodhi-Baum (Pappelfeige) steht östlich des Wandelgangs . Prinz Damrong Rajanubhab war im Jahre 1891 auf Pilgerfahrt durch Indien in Bodhgaya angekommen, wo ihm der Gouverneur von Gaya drei Ableger des dortigen Bodhi-Baumes als Geschenk für den thailändischen König überreichte. Diese wurden bei seiner Rückkehr nach Thailand zunächst am königlichen Sommerpalast auf Koh Sichang nahe Sriracha in der Provinz Chonburi eingepflanzt. Nach einigen Jahren waren sie so gut gediehen, dass König Chulalongkorn einen der Ableger am 2. August 1900 im Wat Benchamabophit umpflanzen konnte. Dieser kann nach über 100 Jahren noch immer hier besichtigt werden.
- Der Kanal mit drei Brücken wurde im Jahre 1900 ausgehoben. Er dient zur Trennung von Phutthawat und Sangkhawat, dem „heiligen Bereich“ und dem Wohnbereich der Mönche. Bäume wurden entlang des Kanals gepflanzt und zwölf chinesische Steinplastiken aufgestellt. Am Ufer stehen Wasser-Pavillons (Sala Nam). Über den Kanal führen drei kleine Brücken von gleichartigem Design. Alle drei Brücken haben ein verziertes, spitzenartiges Gitter aus Gusseisen, das heute rot lackiert ist. Die Metallarbeiten wurden in Italien ausgeführt nach einem Entwurf von Prinz Naris. Oben auf jedem Gitter ist eine Plakette angebracht, auf der der Name und die Sponsoren dieser Brücke verzeichnet sind. Es gibt die Saphan Phra Rup, oder „Brücke des königlichen Abbildes“, die Saphan Thuai, oder „Tassen-Brücke“ und die Saphan Nga, die „Elfenbein-Brücke“.
- Weitere Gebäude:
  - Die Song Phanuat-Halle stand ursprünglich im königlichen Palast. Sie diente König Chulalongkorn als Unterkunft während seiner Zeit als Bhikkhu (buddhistischer Mönch). Sie wurde hier im Wat Benchamabophit wiederaufgebaut und ist nun das Kuti des Abtes. Die Innenwände sind mit Wandmalereien geschmückt, es sind mehrere Gebrauchsgegenstände des Königs hier ausgestellt.
  - Der Sockel des Bowowong Glockenturmes ist mit Marmorplatten verkleidet. Die Glocke selbst stammt aus dem Wat Bovon Sathan Sutthawas, dem Tempel des „Vorderen Palastes“ (Wang Na) in dem der Vize-König (Uparat) residierte. (Auf dem Gelände des Wang Na befindet sich heute das Nationalmuseum Bangkok.)